# Lorna Shore
Lorna Shore — американская дэткор-группа из округа Уоррен, штат Нью-Джерси, основанная в 2009 году. В настоящее время группа состоит из соло-гитариста Адама Де Микко, барабанщика Остина Арчи, ритм-гитариста Эндрю О’Коннора, басиста Майкла Ягера и вокалиста Уилла Рамоса. Их последний EP …And I Return To Nothingness был выпущен 13 августа 2021 года.

## История
В 2010 году группа выпустила свой дебютный EP Triumph, за которым в 2012 году последовал EP Bone Kingdom. Третий EP, Maleficium, вышел в 2013 году, а за ним, в 2015 году, последовал дебютный студийный альбом группы, Psalms, который был спродюсирован Уиллом Патни из Fit for an Autopsy. В следующем году группа подписала контракт с Outerloop Records и начала работу над своим вторым полноформатником. Получившийся в результате Flesh Coffin был выпущен в феврале 2017 года.
Вокалист группы Том Барбер покинул коллектив в начале 2018 года и перешёл в Chelsea Grin, а басист и основатель Гэри Херрера ушёл в начале 2017 года, поэтому Flesh Coffin стал последним релизом Lorna Shore, в котором принял участие оригинальный состав. В 2018 году группа подписала контракт с лейблом Century Media. Сиджей Маккрири из Signs of the Swarm стал новым вокалистом группы и записал с ней пару синглов («This Is Hell» и «Darkest Spawn»), но был уволен в 2019 году после обвинений в сексуальном насилии.
Весной 2019 года группа отправилась в тур вместе с Within Destruction и Enterprise Earth. В 2020 году вышел третий лонгплей группы, Immortal, который был записан, когда Маккрири ещё исполнял обязанности фронтмена.
Несмотря на неудачу, вызванную ситуацией с Маккрири, Lorna Shore продолжили турне по Европе в поддержку Immortal, наняв в качестве сессионного вокалиста Уилла Рамоса (бывшего участника Monument of a Memory и A Wake in Providence).
11 июня 2021 года группа вернулась с новой песней под названием «To the Hellfire» и объявила Рамоса своим новым постоянным вокалистом. Они также объявили подробности о своём новом EP …And I Return To Nothingness. Это первый EP группы после их прорывного релиза 2013 года Maleficium.
Песня «To the Hellfire» стала очень успешной для группы, заняв первое место в метал-чарте iTunes в первую неделю после выхода. Она также была признана читателями журнала Revolver «Лучшей песней 2021 года», а автор Эли Энис прокомментировал: «Дебютная песня группы с новым вокалистом Уиллом Рамосом — это, по праву, одна из самых ошеломляющих тяжёлых дэткор-песен за последнее время. В ней множество пробивающих до мозга костей брейкдаунов, бласт-биты, виртуозное гитарное соло и вокал Рамоса…». Эта песня обогнала «Immortal» и стала самой прослушиваемой песней группы на Spotify, набрав более 4 миллионов прослушиваний. Журнал Loudwire выбрал её лучшей метал-песней 2021 года.
…And I Return To Nothingness был выпущен 13 августа 2021 года. EP стал лучшим хардкор/металкор/дэткор-релизом 2021 года по версии сайта Metal Storm.
12 мая 2022 года вышел сингл «Sun//Eater». Ранее, этой весной, группа уже исполняла этот трек на гастролях. Вместе с выпуском сингла группа анонсировала выход четвёртого студийного альбома, получившего название Pain Remains. Альбом вышел 13 октября на лейбле Century Media. Запись альбома была завершена в декабре прошлого года. Продюсером альбома выступил Джош Шрёдер.

## Состав

### Нынешний состав
- Адам Де Микко — соло-гитара (2010-н.в.)
- Остин Арчи — ударные (2012-н.в.)
- Эндрю О’Коннор — ритм-гитара (2019-н.в.)
- Уилл Рамос — вокал (2021-н.в.; на концертах с 2020)
- Майкл Ягер — бас-гитара (2021-н.в.)

### Бывшие участники
- Сиджей Маккрири — вокал (2018—2019)
- Коннор Деффли — ритм-гитара (2015—2019)
- Том Барбер — вокал (2010—2018)
- Майк Флэннери — бас-гитара (2009)
- Гэри Эррера — бас-гитара (2010—2017)
- Джефф Московчак — ритм-гитара (2009—2011)
- Скотт Купер — ударные (2009—2011)
- Аарон Браун — соло-гитара (2009-2010)
- Рей Меони — вокал (2010)
- Джон Хокинс — вокал (2009-2010)

## Дискография

### Студийные альбомы
- Psalms (2015)
- Flesh Coffin (2017)
- Immortal (2020)
- Pain Remains (2022)
- I Feel the Everblack Festering Within Me (2025)

### EP
- Triumph (2010)
- Bone Kingdom (2012)
- Maleficium (2013)
- …And I Return To Nothingness (2021)